# Ildebrando D'Arcangelo
Ildebrando D'Arcangelo (n 14 decembrie 1969, Pescara, Italia) este un bass/bariton. Momentan, locuiește la Paris.
D'Arcangelo și-a început studiile în anul 1985, la conservatorul Luisa D'Annuncio din Pescara. După aceea, a studiat la Bologna.
Din 1989 până în 1991 a participat la Concorso Internazionale Toti Dal Monte la Treviso, debutând în Cosi fan tutte și Don Giovanni ale lui Wolfgang Amadeus Mozart. A interpretat sub bagheta unor dirijori ca Claudio Abbado, Valery Gergiev, Christopher Hogwood, Georg Solti, Bernard Haitink, Riccardo Muti, John Eliot Gardiner, Riccardo Chailly, Myung-Whun Chung, Nikolaus Harnoncourt and Seiji Ozawa. A cântat la Metropolitan Opera din New York, la Royal Opera House Covent Garden din Londra, la Opéra National (Bastille) din Paris, la Lyric Opera din Chicago, la Staatsoper din Viena, la Theater an der Wien și la Salzburger Festspielen.

## Repertoriu
- Masetto, Leporello și Don Giovanni (Don Giovanni)
- Figaro și Contele Almaviva (Le nozze di Figaro)
- Colline (La Bohème)
- Alidoro (La Cenerentola)
- Guglielmo și Don Alfonso (Così fan tutte)
- Bartolo (Il barbiere di Siviglia)
- Dulcamara (L'elisir d'amore)
- Contele Rodolfo (La sonnambula)

## Discografie
- Antonio Vivaldi: Bajazet
- Mozart: Don Giovanni (Leporello)

### DVD
- L'elisir d'amore (Wiener Staatsoper)
- Don Giovanni (Theater an der Wien)
- Don Giovanni (Salzburger Festspiele)
- Le nozze di Figaro (Salzburger Festspiele)